# Северна Америка
Северна Америка е третият по големина континент в света и четвъртият по население. Разположен е изцяло в Северното полукълбо. Може да бъде описан и като северния субконтинент от целия континент Америка. Граничи на север със Северния ледовит океан, на изток с Атлантическия океан, на юг с Южна Америка и Карибско море и на запад с Тихия океан. Тъй като Гренландия се намира на Северноамериканската тектонска плоча, се приема за част от континента.
Северна Америка покрива около 24 709 000 km², което е около 16,5% от площта на сушата и 4,8% от цялата земна повърхност. Северна Америка е третият най-голям континент след Азия и Африка и четвъртият най-населен след Азия, Африка и Европа. През 2013 г. населението ѝ е било пресметнато на близо 579 милиона души в двадесет и трите свободни държави, което е около 7,5% от населението на света.
Първите хора, населили Северна Америка, са от последната ледникова епоха, които са преминали през Берингия преди около 40 до 17 хиляди години. Смята се, че така нареченият палеоиндийски период е продължил до преди около 10 хил. години. Първите европейци, които стигат до Северна Америка (ако изключим Гренландия), са викингите в края на X век. Христофор Колумб пристига през 1492 г., като предизвиква трансатлантически обмен, което води до европейска колонизация по време на Великите географски открития. Съвременните културни и етнически модели отразяват взаимодействието между европейските колонисти, коренното население, африканските роби, емигрантите от Европа, Азия и Южна Америка и техните потомци.

## Физическа география

### Разположение
Северна Америка е разположена изцяло в западното полукълбо и е най-крайният западен континент на Земята. Единствено Алеутският архипелаг навлиза в Източното полукълбо. Същевременно Северна Америка се намира изцяло в северното полукълбо, заемаща северната част на сушата, наречена Америка, която понякога се разглежда като цял континент. Чрез остров Гренландия Северна Америка е най-близко разположената суша до Северния полюс. През континента минават Северната полярна и Северната тропична окръжност.
На запад Северна Америка граничи с Тихия океан, който я отделя от Азия, а Атлантическия океан, разположен на изток от континента, го разделя от Европа. На юг Северна Америка се мие от Карибско море, където е свързана с Южна Америка чрез Панамския провлак. За граница между двата континента обикновено се приема вододелът на Дариен, по който преминава и държавната граница между Панама и Колумбия. На север Северна Америка граничи със Северния ледовит океан.
По редица географски и културно-исторически причини в някои случаи Северна Америка се отнася само за Канада и САЩ (понякога също и Мексико), а останалите страни се отделят в Централна Америка или Мезоамерика и Антилски острови.
Бреговата линия на Северна Америка е силно разчленена – в нея се врязват големи водни басейни като Мексиканския залив, заливите Хъдсън и Сейнт Лорънс, Калифорнийския залив. Край бреговете на континента има множество острови – Канадският арктичен архипелаг, Бахамските острови, Търкс и Кайкос, Големите и Малките Антилски острови, Алеутските острови, Александровият архипелаг, Нюфаундленд. Гренландия, най-големият остров в света, също се смята за част от Северна Америка, тъй като е свързан с континента в геоложко отношение. Това не е така при разположените върху Средноатлантическия хребет Бермудски острови, които обаче също обикновено се причисляват към Северна Америка, поради историческите им и културни връзки с континента.

### Релеф
Северна Америка се разделя на четири големи географски области. Вътрешните равнини са разположени в центъра на континента в ивица, свързваща Мексиканския залив на юг с Канадска Арктика на север.
Западно от тях се намират Кордилерите, младонагънати планински вериги, успоредни на тихоокеанския бряг от Аляска до Панамския провлак. В най-широката си част Кордилерите са разделени от Големия басейн на две части – Скалистите планини на изток и Бреговите хребети на запад. В северната част на Кордилерите се намира и най-високият връх в Северна Америка – Денали (6194 m).
Североизточната част на континента е заета от издигнатото, но относително равнинно плато на Канадския щит. Южно от него релефът е разнороден, включвайки планинската верига Апалачи и равнините по Атлантическото крайбрежие.

### Геология
По-голямата част от Северна Америка е разположена върху Северноамериканската тектонична плоча. Основната част от Централна Америка с част от Антилските острови се намират върху Карибската плоча, което дава основание на някои учени да разглеждат Централна Америка като самостоятелен континент. Калифорнийският полуостров и части от щата Калифорния се намират върху Тихоокеанската плоча, срещаща се със Северноамериканската в разлома Сан Андреас.
Геоложкото ядро на Северна Америка включва древната платформа Лаврентия, формирана през протерозоя преди 1,5 до 1 милиард години. Най-обширното оголване на тази платформа е Канадският щит. От късния палеозой до ранния мезозой Северна Америка е свързана с други съвременни континенти в суперконтинента Пангея. Сред ефектите от формирането на Пангея са Апалачите, формирани преди 480 милиона години, което ги прави едни от най-старите планини в света.
Когато Пангея започва да се разделя преди около 200 милиона години, Северна Америка става част от Лавразия, а в средната креда се отделя от Евразия в самостоятелен континент. Кордилерите започват да се образуват преди между 80 и 55 милиона години при процеса, наричан Ларамидска орогенеза. Образуването на Панамския провлак свързва континента с Южна Америка преди около три милиона години. Големите езера и повечето сладководни басейни в северната част на континента са формирани сравнително скоро, при оттеглянето на ледниците преди около 10 хиляди години.

### Климат
Климатът в Северна Америка варира от умерен (на север) до тропичен (в Централна Америка); в крайбрежните райони е океански, във вътрешността – континентален. Средна температура на въздуха: януари – от -38 °C (северната част на Канадския арктичен архипелаг) до 20 °С (полуостров Флорида и Мексико); юли – от -40 °С (Северна Канада) до 32 °С (югозападната част на САЩ). Най-много валежи падат по тихоокеанското крайбрежие на Аляска и Канада и в северозападната част на САЩ (2000 – 3000 mm годишно); в югоизточните части на Северна Америка – 1000 – 1500 mm годишно, в централните райони – 400 – 1200 mm годишно, в междупланинските долини на субтропичните и тропичните части на Кордилерите – 100 – 200 mm годишно. На север от 40° – 44° с.ш. през зимата има устойчива снежна покривка. Снежната граница е на височина от 100 m (в Гренландия) до 4600 m (склоновете на Попокатепетъл). Общата площ на ледниците е 2 млн. km².

### Езера
В Северна Америка има много и разнообразни езера. Там се намират Големите американски езера (Горното езеро, езерата Мичиган, Хюрън, Ери, Онтарио), Голямото робско езеро, Малкото робско езеро, езерата Шамплен, Сен Клер. Само в Канада има повече от 30 000 езера с площ над 3 km2. В централната част на Кордилерите е разположено Голямото солено езеро.

### Физикогеографско райониране
Континентът Северна Америка се разполага в пределите на арктичния, субарктичния, умерения, субтропичния, тропичния и субекваториалния пояс. На неговата територия са обособени 4 големи региона: 1. Арктически острови, 2. Райони на изток от Кордилерите, 3. Кордилери и 4. Американско Средиземноморие. Те от своя страна включват 13 сектора, които се поделят на 34 области, в които на свой ред са обособени 75 подобласти. В западната област на Южните Кордилери има обособени 6 броя малки района.
1. Арктически острови – този регион включва 2 сектора: Гренландия и Канадския арктичен архипелаг, които от своя страна се поделят на 4 области и 9 подобласти.
1.1. Гренландия – най-големия остров на Земята, 80% от който е зает от ледове, образуващи във вътрешната част на острова ледена броня с дебелина до 2300 m. Участъци от сушата с ширина до 200 – 250 km, които не са покрити с лед, са разположени предимно покрай югозападното, северното и североизточното крайбрежия. Климатът е арктически, а на юг от 68° с.ш. – субарктичен морски.
1.1.1. Гренландски леден щит – 80% от територията на острова без крайбрежните части
1.1.2. Брегова Гренландия – крайбрежието на острова
1.1.2.1. Югозапад
1.1.2.2. Запад
1.1.2.3. Югоизток
1.1.2.4. Североизток
1.1.2.5. Север
1.2. Канадски арктичен архипелаг – един от най-големите архипелази на Земята. Южните и западните острови по характера на природните си условия са близки до северните части на континента, а североизточните – до северните части на Гренландия. Местоположението на островите във високите ширини на Арктика и суровия арктичен климат са обусловили развитието на тундрови ландшафти и арктични пустини.
1.2.1. Източни острови – островите Бафинова земя, Байлот и други по-малки.
1.2.1.1. Инуитски планински пояс – северните и централни части на Бафинова земя, Байлот и други по-малки.
1.2.1.2. Бафинова платовидна подобласт – южната част на остров Бафинова земя.
1.2.2. Западни острови – всички останали острови на Канадския арктичен архипелаг.
1.2.2.1 Север – островите островите Елсмиър, Девън, Аксел Хайберг и много други по-малки.
1.2.2.2 Юг – островите Банкс, Виктория, Съмърсет и други по-малки.
2. Райони на изток от Кордилерите – този регион включва 5 сектора: Лорънсийски възвишения, Централни равнини, Апалачите, Брегови низини и Големи равнини, които от своя страна се поделят на 14 области и 26 подобласти.
2.1. Лорънсийско възвишение – представлява основна част от Канадския щит, с относителна височина 150 – 600 m и силно пенепленизирана повърхност. Почти цялата територия е хълмиста, силно заблатена, с изобилие от езера. Има остатъци от плейстоценско заледяване. Покрито е с гори на юг и тундрова растителност на север. Климатът е силно повлиян от Арктика, с ниски температури, силни ветрове и висока влажност на въздуха.
2.1.1. Лабрадор – целия полуостров Лабрадор.
2.1.1.1. Източен Лабрадор – източната, планинска, крайбрежна част на полуострова.
2.1.1.2. Западен Лабрадор – останалата голяма част от полуострова.
2.1.2. Онтарио – провинция Онтарио в Канада, югозападното и западното крайбрежие на Хъдсъновия залив.
2.1.2.1. Низина около Хъдсъновия залив – югозападното и западното крайбрежие на Хъдсъновия залив.
2.1.2.2. Северна приезерна равнина – провинция Онтарио в Канада
2.1.3. Киватин (Кивалик) – административния регион Киватин (Кивалик) в провинция Нунавут и северната част на провинция Саскачеван в Канада.
2.1.3.1. Киватин (подобласт) – административния регион Киватин (Кивалик) в провинция Нунавутв Канада.
2.1.3.2. Саскачеван – северната част на провинция Саскачеван в Канада.
2.2. Централни равнини – заемат по-голямата (източна) част от басейна на река Мисисипи. Формите на релефа са свързани с конфигурацията на палеоген-неогеновия пенеплен, усложнен в северната си част от ледникови наноси. По всяко време на годината, особено през зимата, съществува значителен температурен градиент между северните и южни части, който се явява една от главните причини, водещи до последователната смяна на ландшафтите – от тайга на север до субтропични гори на юг.
2.2.1. Южна приезерна равнина – части от южните, централни райони на Канада и северните, централни части на САЩ.
2.2.1.1. Низина Агасис – южната част на провинция Манитоба и югозападната част на провинция Онтарио.
2.2.1.2. Централна подобласт – големи части от щатите Минесота, Уисконсин и Айова.
2.2.1.3. Долина на река Сейнт Лорънс – долината на река Сейнт Лорънс, заедно с езерата Онтарио и Ери.
2.2.2. Прерии – големи участъци от щатите Северна Дакота, Южна Дакота, Небраска, Канзас и Оклахома в САЩ и южната част на провинция Саскачеван в Канада.
2.2.2.1. Северни прерии – големи участъци от щатите Северна Дакота и Южна Дакота в САЩ и южната част на провинция Саскачеван в Канада.
2.2.2.2. Южни прерии – големи участъци от щатите Небраска, Канзас и Оклахома в САЩ.
2.3. Апалачки планини – средновисоки планини, представляващи система от нагънати хребети, долини, плата и платовидни участъци, образували се през херцинския нагъвателен процес. Климатът е смекчен от влиянието на Атлантическия океан, на север – умерен, а на юг – субтропичен.
2.3.1. Северни Апалачи – остров Нюфаундленд, крайните югоизточни части на Канада и крайните североизточни части на САЩ.
2.3.1.1. Нюфаундленд – остров Нюфаундленд.
2.3.1.2. Западна планинска подобласт – районите югоизточно от естуара на река Сейнт Лорънс.
2.3.1.3. Източно плато – крайните североизточни части на САЩ и полуостров Нова Скотия в Канада.
2.3.2. Южни Апалачи – източните части на САЩ.
2.3.2.1. Предапалачко плато – западните предпланински райони на Апалачите.
2.3.2.2. Хребети и долини – централните части на Южните Апалачи.
2.3.2.3. Сини планини – източните най-високи части на Апалачите.
2.3.2.4. Пидмънт – източните предпланински райони на Апалачите.
2.4. Брегови низини – обхващат Приатлантическата и Примексиканската низини и полуостров Флорида. Релефът е плосък и силно заблатен. Климатът е влажен океански, създаващ условия за развитието на богата, предимно субтропична растителност.
2.4.1. Приатлантическа низина – заема крайните източни части на САЩ, от щата Мейн на север до полуостров Флорида на юг.
2.4.1.1. Приморски низина – крайбрежните югоизточни райони на САЩ от залива Чесапийк на север до полуостров Флорида на юг.
2.4.1.2. Вътрешна низина – подобласт разположена между Приморската низина и платото Пидмънт, от щата Мейн на север до полуостров Флорида на юг.
2.4.2. Примексиканска низина – заема южните и югоизточните части на САЩ – Примексиканската низина и северните части на полуостров Флорида.
2.4.2.1. Източна низина – северните части на полуостров Флорида.
2.4.2.2. Мисисипска низина – обхваща южната най-широка и обширна част от басейна на река Мисисипи, от устието на река Охайо на север до Мексиканския залив на юг.
2.4.2.3. Приморска западна низина – северозападното крайбрежие на Мексиканския залив.
2.4.2.4. Вътрешна низина – източните равнинни части на щата Тексас.
2.4.3. Южна Флорида – южните части на полуостров Флорида.
2.5. Големи равнини (Велики равнини) – обширни предпланински равнини и плата, простиращи се от устието на река Маккензи на север до долината на река Рио Гранде на юг. По голяма част от Големите равнини са покрити със сухи степи, пресечени от дълбоките долини на маловодни реки. Силно са развити системи от оврази (бедленд).
2.5.1. Равнини Маккензи – обширни равнинни територия около долното течение на река Маккензи.
2.5.2. Плато Пис Ривър – обширна платовидна област в басейна на река Пис Ривър, ляв приток на Маккензи.
2.5.3. Плато Саскачеван – обширна платовидна област в басейна на реките Северен и Южен Саскачеван
2.5.4. Южно плато – заема цялата източна предпланинска област на Кордилерите, от границата с Канада на север до долината на река Рио Гранде на юг.
2.5.4.1. Плато Мисури и Високи равнини – заема цялата източна предпланинска област на Кордилерите, от границата с Канада на север до северната граница на щата Тексас на юг.
2.5.4.2. Плато Ляно Естакадо и плато Едуардс – разположени са в западната част на щата Тексас.
3. Кордилери – този регион включва 4 сектора: Аляски Кордилери, Канадски Кордилери, Южни (Американски) Кордилери и Мексиканска планинска земя (Мексикански Кордилери), които от своя страна се поделят на 12 области, 32 подобласти и 6 района.
3.1. Аляски Кордилери – заемат северната част на Кордилерите и включват цялата територия на щата Аляска и част от платото Юкон, намиращо се в Канада. На юг преобладават високопланинските хребети с мощни ледници, а останалите части са заети от плата, платовидни области и крайбрежни низини. Спектърът на височинните пояси е представен от лесотундра по долините на реките и планинска тундра по високите платовидни области. Навсякъде е развита вечно замръзналата почва.
3.1.1. Арктическа Аляска – обхваща северната част на щата Аляска.
3.1.1.1. Арктическа низина – простира се покрай южното крайбрежие на море Бофорт, в най-северната част на щата.
3.1.1.2. Арктическо плато – заема крайната северозападна част на щата.
3.1.1.3. Планини Брукс – обширна планинска област простираща се от Чукотско море на запад до границата с Канада на изток в северната част на щата.
3.1.2. Вътрешна Аляска – заема вътрешните части на щата, от Берингово море на запад до равнините Маккензи на изток.
3.1.2.1. Крайбрежие на Берингово море – простира се покрай източното крайбрежие на Берингово море в западната част на щата.
3.1.2.2. Плато Юкон – заема обширна територия в централната част на щата Аляска и части от територия Юкон на изток, разположено между планините Брукс на север и Аляския хребет на юг.
3.1.2.3. Планини Маккензи – на територията на Канада, между платото Юкон на запад и равнините Маккензи на изток.
3.1.3. Южна Аляска – заема южните планински райони на щата и Алеутските острови.
3.1.3.1. Алеутски острови и полуостров Аляска
3.1.3.2. Аляски хребет – най-високата част на Кордилерите.
3.1.3.3. Вътрешно понижение – между Аляския хребет на север и Бреговите планини на юг.
3.1.3.4. Брегови планини – разположени покрай северния бряг на залива Аляска и включва планините Чугач и Врангел.
3.2. Канадски Кордилери – включва планините на територията на Западна Канада и се явява най-тясната част на Кордилерите. В релефа преобладават високопланинските хребети с широко развитие на древни ледникови форми и съвременно заледяване. Климатът е умерен, от влажен на запад до сух на изток. Спектърът на височинните пояси включва планински степи в междупланинските долини, лесостепи по високите плата, планински иглолистни гори по склоновете на планините и алпийски пасища по върховете и билата.
3.2.1. Скалисти планини – съставляват източната най-висока част на Канадските Кордилери.
3.2.1.1. Северни хребети – заемат северната част на Канадските Скалисти планини на територията на провинция Британска Колумбия.
3.2.1.2. Колумбийски планини – заемат южната част на Канадските Скалисти планини на територията на провинция Британска Колумбия.
3.2.2. Вътрешно Колумбийско плато – простира се между Скалистите планини на изток и Западните хребети на запад.
3.2.2.1. Северно плато – заема северната част на Вътрешното Колумбийско плато.
3.2.2.2. Южно плато (Фрейзър) – заема южната част на Вътрешното Колумбийско плато.
3.2.3. Западни хребети – включва Бреговите крайбрежни хребети на Канадските Кордилери, архипелага Александър, островите Кралица Шарлота и остров [[Ванкувър (остров)|Ванкувър] и др.
3.2.3.1. Брегови хребети – включва Бреговите крайбрежни хребети на Канадските Кордилери.
3.2.3.2. Островни вериги – включва архипелага Александър, островите Кралица Шарлота, остров Ванкувър и др.
3.3. Южни (Американски) Кордилери – заемат цялата западна част на САЩ и се явяват най-високата им част. Високите хребети са покрити със снежници и ледници, които непосредствено съседстват с обширни безотточни и пустинни плата. Климатът на юг е субтропичен, по тихоокеанското крайбрежие средиземноморски, а във вътрешните райони – сух. По склоновете на високите хребети са развити разновидности на планински борови гори, иглолистни субалпийски редки гори и алпийски пасища.
3.3.1. Скалисти планини – съставляват източната най-висока част на Южните (Американски) Кордилери.
3.3.1.1. Източни Скалисти планини – изграждат източната част на Скалистите планини.
3.3.1.2. Басейн Уайоминг – заема северната част на Американските Скалисти планини.
3.3.1.3. Западни Скалисти планини – изграждат западната част на Скалистите планини.
3.3.2. Вътрешно плато и платовидни райони – простират се от канадската граница на север до мексиканската граница на юг и между Скалистите планини на изток и Западните Брегови планини на Южните (Американски) Кордилери.
3.3.2.1. Колумбийско плато и района на река Снейк – заема северната част на Вътрешните плата и платовидни райони.
3.3.2.2. Голям Басейн – най-обширната и най-ниската част на Вътрешните плата и платовидни райони.
3.3.2.3. Плато Колорадо – заема южната част на Вътрешните плата и платовидни райони.
3.3.3. Западна област – обхваща планините и равнините в щатите Вашингтон, Орегон и Калифорния.
3.3.3.1. Планини в щатите Орегон и Вашингтон – обхваща планините в щатите Вашингтон и Орегон.
3.3.3.1.1. Каскадни планини – в щатите Вашингтон и Орегон.
3.3.3.1.2. Долина Уиламет – в щатите Вашингтон и Орегон.
3.3.3.1.3. Брегови хребети и планина Кламат – в щатите Вашингтон и Орегон.
3.3.3.2. Калифорнийска подобласт – обхваща целия щат Калифорния.
3.3.3.2.1. Сиера Невада – планина в източната част на щата.
3.3.3.2.2. Калифорнийска долина – заема централната част на щата.
3.3.3.2.3. Брегови планини – простират се покрай западния (тихоокеански) бряг на щата.
3.4. Мексиканска планинска земя (Мексикански Кордилери) – заема северните и централните части на Мексико и полуостров Долна Калифорния. В релефа преобладават високите плата и планински земи, на места силно разчленени. За района са характерни висока сеизмичност и вулканизъм. Наветрените склонове са заети от ниски бодливи храсти (главно подножията) и листопадни тропически гори, а високите части – от иглолистни гори. Във вътрешните части са разпространени храстовидни креозотови и високопланински сукулентни пустини, кактусово-акациеви савани и планински иглолистни и твърдолистни гори.
3.4.1. Източномексиканска област – заема източната част на Мексико.
3.4.1.1. Източна Сиера Мадре – изгражда източната част на Мексиканската планинска земя.
3.4.1.2. Брегова низина на изток от Мексиканската планинска земя – простира се покрай западния бряг на Мексиканския залив.
3.4.2. Вътрешна област на Мексиканската планинска земя – разположена е между Източна Сиера Мадре на изток, Западна Сиера Мадре на запад, долината на река Рио Гранде на север и Вулканска Сиера на юг.
3.4.2.1. Северна Меса – заема северната по-ниска част на областта.
3.4.2.2. Централна Меса – заема южната по-висока част на областта.
3.4.2.3. Вулканска Сиера – изгражда южната ограда на Мексиканската планинска земя.
3.4.3. Западномексиканска област – заема източната част на Мексико.
3.4.3.1. Западна Сиера Мадре – изгражда източната част на Мексиканската планинска земя.
3.4.3.2. Сонора – простира се в северозападната част на Мексико между Калифорнийския залив на запад, Северната Меса на изток, платото Колорадо на север и Западна Сиера Мадре на юг.
3.4.3.3. Полуостров Долна Калифорния.
4. Американско Средиземноморие – този регион включва 2 сектора: Централна Америка и Антилските острови (Вест Индия), които от своя страна се поделят на 4 области и 8 подобласти.
4.1. Централна Америка – обхваща южните и югоизточните райони на Мексико и страните от Централна Америка до Панамския провлак.
4.1.1. Равнини Юкатан и Табаско – обхваща полуостров Юкатан и низината Табаско в Югоизточно Мексико.
4.1.1.1. Низина Табаско – в Югоизточно Мексико покрай южното крайбрежие на Мексиканския залив.
4.1.1.2. Засушлив север на Юкатан – северната част на полуостров Юкатан.
4.1.1.3. Влажен юг на Юкатан – южната част на полуостров Юкатан.
4.1.2. Планини в Централна Америка – простира се в южните части на Мексико и страните от Централна Америка до Панамския провлак.
4.1.2.1. Южна Сиера Мадре (Южна Мексиканска планинска земя) – заема южните, тихоокеански части на Мексико.
4.1.2.2. Планини в Гватемала и Хондурас – заема части от Мексико и териториите на страните Гватемала, Хондурас, Никарагуа и Салвадор.
4.1.2.3. Южни хребети и планини – заема територията на Коста Рика и западната част на Панама до Панамския провлак.
4.2. Антилските острови (Вест Индия).
4.2.1. Големи Антилски и Бахамски острови – островите Куба, Хаити, Ямайка и Пуерто Рико и Бахамски острови.
4.2.1.1. Бахамско-Кубински район – остров Куба и Бахамски острови.
4.2.1.2. Планини на Големите Антилски острови – обхваща планините в югоизточната част на Куба и целите острови Хаити, Ямайка и Пуерто Рико.
4.2.2. Малки Антилски острови.

## История

### Предколумбов период
Според преобладаващото мнение предците на индианците, коренното население на Северна Америка, се преселват на континента от Азия по време на последната ледникова епоха, най-вероятно през съществувалия по това време провлак Берингия, а може би и използвайки примитивни лодки. Възможно е заселването да е протекло на няколко вълни, включващи етнически разнородни общности. Ескимосите в най-северните части на континента вероятно се заселват значително по-късно.
Преди достигането на Америка от европейците местните жители формират различни обществени структури – от групи от по няколко семейства до обширни империи. Те са разпределени в няколко културни зони, които приблизително съответстват на географските и екологични зони, определящи начина на живот на населението. Например във Великите равнини основа на икономиката е ловът на бизони, а в Мезоамерика – земеделието. Индианските етнически групи могат да се класифицират и по техния език, макар че народи със сродни езици невинаги имат сходна материална култура или обществено устройство, а понякога живеят и в отдалечени един от друг региони.
По време на няколкото хилядолетия, през които индианците обитават Северна Америка, културите се променят и изместват. Една от най-древните известни археологически култури е културата Кловис в съвременния щат Ню Мексико. Други по-късни култури са Мисисипската култура и Културата на строителите на могили в басейна на река Мисисипи и културата Анасази в югозападната част на Съединените щати. Културите южно от тях имат сравнително развито земеделие и одомашняват някои от широко разпространените земеделски растения, като царевицата, доматите и тиквичките.
В резултат на развитието на земеделско стопанство в южните части на континента, именно там са достигнати много от културните постижения на предколумбова Северна Америка. Така цивилизацията на маите създава своя писменост, изгражда монументални пирамиди и храмове, използва сложен календар и развива концепцията за нулата около 400 година, само няколко столетия след месопотамците. При пристигането на първите европейци в началото на XVI век културата на маите все още съществува, но политическото надмощие в региона вече е в ръцете на ацтеките, чиято столица Теночтитлан е на север в Мексиканската долина.

### Колониална епоха
Счита се, че първият европеец, достигнал Северна Америка, е викингът Лейф Ериксон – около 1000 г. Същинското откриване на континента обаче е осъществено в хода на Великите географски открития, когато през 1492 година испански флот, воден от Христофор Колумб, достига Бахамските острови. Вероятно до самия материк първи достига мореплавателят Джовани Кабото през 1497 г. (според някои учени – само до остров Нюфаундленд). Безспорно е, че по време на четвъртата си експедиция през 1502 г. Колумб достига до бреговете на днешна Никарагуа. Империята на ацтеките, най-силната северноамериканска държава по това време, е завладяна от испанския конкистадор Ернан Кортес през 1521 година.
През следващите три века Испания, Англия и Франция, в по-малка степен Нидерландия, Русия и Дания, често воювайки помежду си, си разпределят цялата територия на Северна Америка.
Колонизацията на Северна Америка променя рязко историческото развитие на континента. Числеността на местното индианско население намалява рязко, главно в резултат на европейски заразни болести, към които то няма имунитет. Местната култура се изменя драстично. Променя се и причастността на индианските общности към политически и културни групи, като някои езикови групи изчезват, а други се изменят бързо.

### Образуване на независими държави
В края на XVIII век и началото на XIX век в Северна Америка се възникват няколко движения за независимост от европейските колониални сили, които довеждат до създаването на много от съвременните самостоятелни държави на континента. През 1776 година независимост от Великобритания обявяват 13 от нейните колонии на северния атлантически бряг, поставяйки началото на Съединените американски щати. Канада се образува след обединението на северните колонии на Великобритания и Франция. През 1810 година независимост обявява Мексико, а през 1823 година от него се отделя Гватемала.

## Политическа география
В Северна Америка има три големи по площ и население държави – Канада, Мексико и Съединените американски щати (САЩ). В южната част на континента, често наричана Централна Америка, има няколко сравнително малки държави – Белиз, Коста Рика, Салвадор, Гватемала, Хондурас, Никарагуа и Панама. Понякога страните в Северна и Южна Америка, с изключение на САЩ и Канада, се наричат със сборния термин Латинска Америка.
| Държава или територия                         | Площ, km²  | Население (2014) | Гъстота на населението, д/km² | Столица        |
| --------------------------------------------- | ---------- | ---------------- | ----------------------------- | -------------- |
| Американски Вирджински острови (САЩ)          | 346        | 109 666          | 317                           | Шарлот Амали   |
| Ангуила (Великобритания)                      | 102        | 14 108           | 138,3                         | Вали           |
| Антигуа и Барбуда                             | 443        | 89 612           | 202,3                         | Сейнт Джонс    |
| Аруба (Нидерландия)                           | 193        | 108 141          | 560,3                         | Оранестад      |
| Барбадос                                      | 431        | 273 925          | 635,5                         | Бриджтаун      |
| Бахамски острови                              | 10 070     | 347 176          | 34,5                          | Насау          |
| Белиз                                         | 22 966     | 356 600          | 15,5                          | Белмопан       |
| Бермудски острови (Великобритания)            | 53         | 64 700           | 1220,8                        | Хамилтън       |
| Британски Вирджински острови (Великобритания) | 153        | 24 041           | 157,1                         | Роуд Таун      |
| Гваделупа (Франция)                           | 1780       | 452 776          | 254,4                         | Бас Тер        |
| Гватемала                                     | 108 890    | 15 438 384       | 135,5                         | Гватемала      |
| Гренада                                       | 344        | 104 890          | 304,9                         | Сейнт Джорджис |
| Гренландия (Дания)                            | 2 166 086  | 56 370           | 0,026                         | Нуук           |
| Доминика                                      | 754        | 67 675           | 89,7                          | Розо           |
| Доминиканска република                        | 48 730     | 9 445 280        | 206,4                         | Санто Доминго  |
| Кайманови острови (Великобритания)            | 262        | 56 729           | 216,5                         | Джордж Таун    |
| Канада                                        | 9 984 670  | 35 158 304       | 3,5                           | Отава          |
| Клипертон (Франция)                           | 7          | 0                | 0,0                           | —              |
| Коста Рика                                    | 51 100     | 4 667 096        | 92,5                          | Сан Хосе       |
| Куба                                          | 110 860    | 11 163 934       | 101,5                         | Хавана         |
| Кюрасао (Нидерландия)                         | 444        | 145 619          | 328                           | Вилемстад      |
| Мартиника (Франция)                           | 1128       | 436 131          | 386,6                         | Фор дьо Франс  |
| Мексико                                       | 1 927 550  | 120 395 054      | 58,2                          | Мексико        |
| Монсерат (Великобритания)                     | 102        | 5079             | 49,8                          | Плимът, Брейдс |
| Наваса (САЩ)                                  | 5,2        | 0                | 0,0                           | —              |
| Никарагуа                                     | 120 254    | 6 070 045        | 48,8                          | Манагуа        |
| Панама                                        | 78 200     | 3 571 200        | 45,7                          | Панама         |
| Пуерто Рико (САЩ)                             | 8870       | 3 667 045        | 417,8                         | Сан Хуан       |
| Салвадор                                      | 21 040     | 6 340 000        | 341,5                         | Сан Салвадор   |
| Сейнт Винсент и Гренадини                     | 389        | 109 365          | 281,1                         | Кингстаун      |
| Сейнт Китс и Невис                            | 261        | 53 051           | 203,3                         | Бастер         |
| Сейнт Лусия                                   | 616        | 176 000          | 285,7                         | Кастрийс       |
| Сен Бартелми (Франция)                        | 21         | 7492             | 356,8                         | Густавия       |
| Сен Мартен (Франция)                          | 54         | 30 615           | 566,9                         | Мариго         |
| Сен Пиер и Микелон (Франция)                  | 242        | 7044             | 29,1                          | Сен Пиер       |
| Синт Мартен (Нидерландия)                     | 34         | 36 609           | 1076,7                        | Филипсбург     |
| Съединени американски щати                    | 9 826 675  | 330 600 000      | 31,9                          | Вашингтон      |
| Тринидад и Тобаго                             | 5128       | 1 328 019        | 262,6                         | Порт ъф Спейн  |
| Търкс и Кайкос (Великобритания)               | 417        | 32 000           | 76,7                          | Кокбърн Таун   |
| Хаити                                         | 27 750     | 10 413 211       | 364,8                         | Порт о Пренс   |
| Хондурас                                      | 112 090    | 8 555 072        | 69,2                          | Тегусигалпа    |
| Ямайка                                        | 10 991     | 2 711 476        | 246,5                         | Кингстън       |
| Общо                                          | 24 648 946 |                  | 243,1                         |                |

## Икономика
В икономическо отношение Канада и Съединените щати са най-развитите страни в Северна Америка, следвани от Мексико, определяна като нова индустриална страна. Страните от Централна Америка и Антилските острови се намират на различно ниво на икономическо и социално развитие. Например някои малки островни държави, като Барбадос, Тринидад и Тобаго и Антигуа и Барбуда, имат по-висок брутен вътрешен продукт (БВП) на глава от населението от Мексико. Панама и Коста Рика имат значително по-високи стойности на БВП на глава от населението и на индекса на човешко развитие от останалите централноамерикански страни.

## Култура
Основните езици, говорени в Северна Америка, са английският, испанският и френският. Англоезични са Съединените щати, Канада (където английският и френският са официални езици), Белиз и част от държавите на Антилските острови. Мексико и повечето страни от Централна Америка са испаноезични и са част от обхващащия и почти всички страни в Южна Америка културен регион на Латинска Америка.
Френският език играе важна роля в историята на Северна Америка, като и в наши дни запазва значението си в някои региони. Той е един от официалните езици в Канада и нейната провинция Ню Брънзуик, както и на провинция Квебек, където 95% от населението говори френски като първи или втори език. Френскоезични общности има и в някои други части на Канада, в американския щат Луизиана, Сейнт Лусия, Доминика. Френският е официалният език във френските територии на Антилите, както и в Сен Пиер и Микелон и Хаити (наред с хаитянския креолски).